# مارك واربورتون
مارك واربورتون (بالإنجليزية: Mark Warburton)‏ (6 سبتمبر 1962 بلندن في المملكة المتحدة - ) هو مدرب كرة قدم ولاعب كرة قدم بريطاني في مركز الظهير. لعب مع بوريهام وود إف سي وليستر سيتي ونادي إِنفيلد ‏.

## روابط خارجية
- مارك واربورتون على موقع قاعدة بيانات كرة القدم.إي يو (الإنجليزية)
- مارك واربورتون على موقع Soccerbase.com (مدرب) (الإنجليزية)
- مارك واربورتون على موقع عالم كرة القدم.نت (الإنجليزية)